# Step Lively (film 1917)
Step Lively è un cortometraggio muto del 1917 diretto da Alfred J. Goulding. Prodotto da Hal Roach, ha come protagonisti Harold Lloyd, Bebe Daniels e Snub Pollard.

## Produzione
Il film fu prodotto da Hal Roach per la Rolin Films. Venne girato dal 21 settembre al 1º ottobre 1917.

## Distribuzione
Distribuito dalla Pathé Exchange, il film - un cortometraggio in una bobina - uscì nelle sale cinematografiche USA il 30 dicembre 1917. Copia della pellicola viene conservata negli archivi dell'UCLA Film and Television Archive.